# Michael Jackson’s Thriller
Michael Jackson’s Thriller – 14-minutowy film, a zarazem teledysk do utworu o tej samej nazwie wydany 2 grudnia 1983 w reżyserii Johna Landisa, który wraz z Michaelem Jacksonem jest także współautorem scenariusza. W 2006 został wpisany do księgi rekordów Guinnessa jako „teledysk, który odniósł największy sukces”, sprzedając się w nakładzie ponad 9 milionów egzemplarzy.
W 2009 roku został wprowadzony do Narodowego Rejestru Filmowego Stanów Zjednoczonych jako film „znaczący kulturowo, historycznie bądź estetycznie”.

## O filmie
Jest to krótki film fabularny będący zarazem teledyskiem piosenki Michaela Jacksona „Thriller” z albumu o tym samym tytule. Michael (Michael Jackson) jest ze swoją dziewczyną (Ola Ray) w kinie na filmie zatytułowanym „Thriller”. Dziewczyna boi się i wychodzi z kina. Michael wychodzi z nią i odprowadza do domu, gdy nagle na środku ulicy atakują ich żywe trupy. Po chwili okazuje się, że Michael sam jest żywym trupem i zaczyna tańczyć z nieboszczykami na ulicy.

### Nowy Thriller
W 2009 Michael Jackson wraz z grupą taneczną i Kennym Ortegą nakręcił nowego Thrillera w ramach This Is It Tour (serii koncertów w Londynie). W nowym Thrillerze miały się pokazać takie postacie jak: Grabarz, Zombie i Biała Dama. Podczas koncertów nad publicznością miały latać sterowane specjalnym układem sztuczne duchy, a sam Jackson miał wyjść na scenę w gigantycznym mechanicznym pająku, który po wyjściu artysty miał zapaść się pod scenę.

### Obsada
- Michael Jackson jako Michael
- Ola Ray jako dziewczyna Michaela
- Tony Gardner jako Zombie z grobu
- Rick Baker jako Zombie otwierający kryptę
- Forrest J Ackerman jako Zombie
- Michael Peters jako Zombie
- John Command jako Zombie
- Greg Cannom jako Zombie
- Miko C. Brando jako widz w kinie
- John Landis jako widz w kinie
- Ben Lokey jako Tancerz
- Reed Armstrong jako Zombie
- Kevin Brennan jako Zombie

### Grammy Award
| Rok  | Kategoria             | Wynik     | Uwagi                             |
| ---- | --------------------- | --------- | --------------------------------- |
| 1985 | Best Video, Long Form | Zwycięzca | „Thriller”                        |
| 1984 | Best Video Album      | Zwycięzca | Making Michael Jackson’s Thriller |

### MTV Award
| Rok  | Kategoria                           | Wynik     |
| ---- | ----------------------------------- | --------- |
| 1999 | 100 Greatest Music Videos Ever Made | Zwycięzca |
| 1984 | Best Overall Performance in a Video | Zwycięzca |
| 1984 | Best Choreography (Michael Peters)  | Zwycięzca |
| 1984 | Viewer's Choice                     | Zwycięzca |

## Ciekawostki[3]
- Do nakręcenia mrocznego teledysku zainspirował Jacksona horror Johna Landisa Amerykański wilkołak w Londynie[4].
- Kino, w którym Michael z dziewczyną oglądają horror, zostało także wykorzystane w filmie The Kentucky Fried Movie (1977). Plakat tego filmu wisi przy wejściu do kina.
- Filmik został wydany na kasecie VHS, stając się najlepiej sprzedającym się musicalem w historii gatunku.
- Skowyt, słyszany podczas transformacji Michaela w wilkołaka, został zaczerpnięty z Amerykańskiego wilkołaka w Londynie (1981).
- Przed kinem jest plakat innego horroru – pierwszej wersji Gabinetu figur woskowych (1953).
- Kiedy Michael Jackson i Ola Ray przechodzą obok cmentarza, widać iluminatory tworzące światło (6:27).
- Pierścionek zaręczynowy, który Michael wkłada swojej dziewczynie na palec serdeczny, później pojawia się na jej środkowym palcu (4:08).
- Dziura w drzwiach, którą robi wilkołak, w poszczególnych ujęciach jest większa niż była.
- W filmie, który oglądają Michael Jackson i Ola Ray, słychać kwestię „See you next Wednesday”. Jest to znak firmowy produkcji Johna Landisa.
- Film – teledysk kręcono w Los Angeles, East Los Angeles i South Pasadena (stan Kalifornia) w USA.
- Podczas projekcji filmu w kinie można dojrzeć samego Johna Landisa, widocznego w tłumie widzów w prawym dolnym rogu ekranu.
- Jako ówczesny Świadek Jehowy, Michael Jackson został zmuszony do poprzedzenia „Thrillera” informacją: „Przez wzgląd na moje zdecydowane osobiste przekonania, pragnę podkreślić, że ten obraz w żaden sposób nie wyraża wiary w okultyzm — Michael Jackson”[5], jednak i tak został usunięty ze wspólnoty.
- Wśród zombie ukryli się sami autorzy efektów charakteryzatorskich. Trup otwierający drzwi krypty to Rick Baker. Z kolei charakteryzator i późniejszy laureat Oscara, Greg Cannom, pojawił się w ostatnim ujęciu filmiku, tuż po napisach końcowych.
- Na sali kinowej, wśród publiczności, siedzi Miko Brando, syn Marlona Brando.
- Śmiech z piosenki wykorzystano również w filmie Koszmar z ulicy Wiązów.